# Balta aurea
Balta aurea är en kackerlacksart som först beskrevs av Hanitsch 1928.  Balta aurea ingår i släktet Balta och familjen småkackerlackor. Inga underarter finns listade.